# Pulau Tiga (plaats)
Pulau Tiga is een bestuurslaag in het regentschap Natuna van de provincie Riau-archipel, Indonesië. Pulau Tiga telt 577 inwoners (volkstelling 2010).